# هونگ وان
هونگ وان (انگلیسی: Hong Wan؛ زادهٔ ۱۷ اوت ۲۰۰۰) بازیکن فوتبال اهل بریتانیا است.